# Якимов (Львовская область)
Якимов (укр. Якимів) — село в Жовтанецкой сельской общине Львовского района Львовской области Украины.
Население по переписи 2001 года составляло 299 человек. Занимает площадь 0,68 км². Почтовый индекс — 80441. Телефонный код — 3254.

## История
Первое летописное упоминание о Якимове — 1578 год.

### В период правления Второй польской республики (1918—1939)
Во Второй польской республике (1918-1939рр.) Село является сельской коммуной. С 1 августа 1934 года в рамках реформ село входит в состав гмины Дедылов Каменка-Струмиливського уезда. По воспоминаниям старожилов, во время правления поляков, село подвергалось репрессиям, в том числе поджогов.

### В период правления СССР (1939—1991)
В 1939 году, после заключения пакта Молотова — Риббентропа, в село пришла советская власть. "В нашем селе ее приняли с энтузиазмом, потому что у нас, в Галиции, это считалось воссоединением с Великой Украиной, кооперативы превратили в государственные магазины и завезли для нас очень много продуктов, которые мы и раньше не видели, к тому же дешевых. Мой отец, сходив в магазин, сказал, что советские, наверное, неплохие люди, раз привезли столько продуктов «. Но „энтузиазм“ резко пропал, после того как советские „освободители“ начали проводить репрессии против сознательного украинского населения, поджигать деревню, и тому подобное», — вспоминал житель Якимова.
В 15.8.1944 году, после боя «освободителей» с отрядом УПА, село раз подожгли большевики. В бою погибло 5 повстанцев из вооруженных отрядов Службы безопасности ОУН. После боя большевики провели «чистки», забрали много мужчин.
Из летописей УПА известно что 26 апреля 1944 года в селе заквартирувала на сутки сотня «Сироманци». На следующий раз сотня стала на постой в лесу у Якимова 28 августа 1944 года Лес им никак не подходил для квартирования, но потому, что повстанцев застал день, они не могли двигаться. Не успели еще повстанцы отдохнуть после тяжёлой дороги как послышались выстрелы. На лес с двух сторон наступали большевики. Оборона было вести трудно, потому командир «Ястреб» решил прорваться за дорогу Львов-Золочев и остановиться в другой локации. К счастью, сотне это удалось.
4 сентября 1944 года были арестовано и вывезено одну семью на Сибирь.
1 декабря 1944 года большевики провели облаву на поселок с. Якимова, где поймали одного человека, две девушки, убиты двое мужчин с спецотдела. Во время этой же облавы, большевики сожгли три хозяйства.
4 декабря 1944 года проведена очередная облава НКВД, во время облавы поймали двух повстанцев и сожгли трупарню на кладбище. Во времени облавы один большевистский лейтенант сказал: «Копайте укрытия, потому что теперь будут усилены акции». На конце сказал, что война уже скоро кончится.
4 декабря 1945г. НКВД арестовало двух жителей.
В 1947 году в селе стоял большевистский гарнизон, который должен следить за порядком, так как село считалось националистическим и опасным для новой власти, потому что постоянно сопротивлялось. Советские оккупанты ходили по домам, собирали людей, проводили агитацию, чтобы народ голосовал за коммуниста Пелехатого. Повстанцы призвали народ бойкотировать выборы, пренебрегать распоряжением оккупационной власти. Связные передавали по селам «летучки», в которых призывали жителей не подчиняться и не участвовать в выборах. Крестьяне послушали повстанцев, и на выборы никто не пошёл. Выборы в селе были сорваны. Большевики взялись проучить непокорных жителей. По селе прошли чистки … Во время так называемых «чисток» 20 марта 1947 г., было арестовано одну жительницу (имели два доказательства: один — она на фотографии среди девушек, которых повстанцы учили на медсестер, второй — её почерк под «летучкой»).
Сознание отдельных жителей села была так велика, что к борьбе становились даже дети. Они выходили за село и увидев, что едет большевистский гарнизон, сразу давали знать жителям села и повстанцам.

## Церковь Собора Св. Иоанна КрестителяУГКЦ
В селе расположена деревянная церковь Собора Св. Иоанна Крестителя Украинской грекокатолической церкви, построена 1852 г.
Деревянная церковь стоит в начале Якимова, на возвышении, справа от дороги (если ехать со стороны Вырова). До 1939 года ее покровителем был римско-католический священник из с. Выжняны (сегодня Золочевского р-на).
Она стоит на небольшом участке прямоугольной формы, огорожена деревянным забором. Церковь тризрубна, компактная, традиционно имеет навес, преддверие при западной стене притвора и ризницу, пристроенную с севера к алтарю.
Кроме главного входа, существует дополнительный в южной стене нефа. Слева и справа от центральных дверей расположены по два деревянные кресты. На одном из них, слева, можно увидеть дату «150».
Пожалуй — это дата 150-ти летию построения церкви, которую могли праздновать 2002 года.

## Культурная жизнь села
13 октября 2019 село Якимов посетила американская астронавтка Хайдемари Стефанишин-Пайпер. В селе родился ее отец Михаил Стефанишин, который во время Второй мировой войны (1939—1945) был выслан на принудительные работы в Германию. После окончания войны он женился на немке, и вместе они эмигрировали в США. Там у них родилась дочь и трое сыновей, которых они воспитывали в украинских традициях. Хайди гордится своими украинскими корнями и искренне радовалась возможности посетить Якимов, чтобы больше узнать о своем прошлом. Это была очень теплая и искренняя встреча. От украинской земли первой женщине-астронавтке украинского происхождения и восемой по счету покорительницы звездных маршрутов в мире вручили душистый каравай.

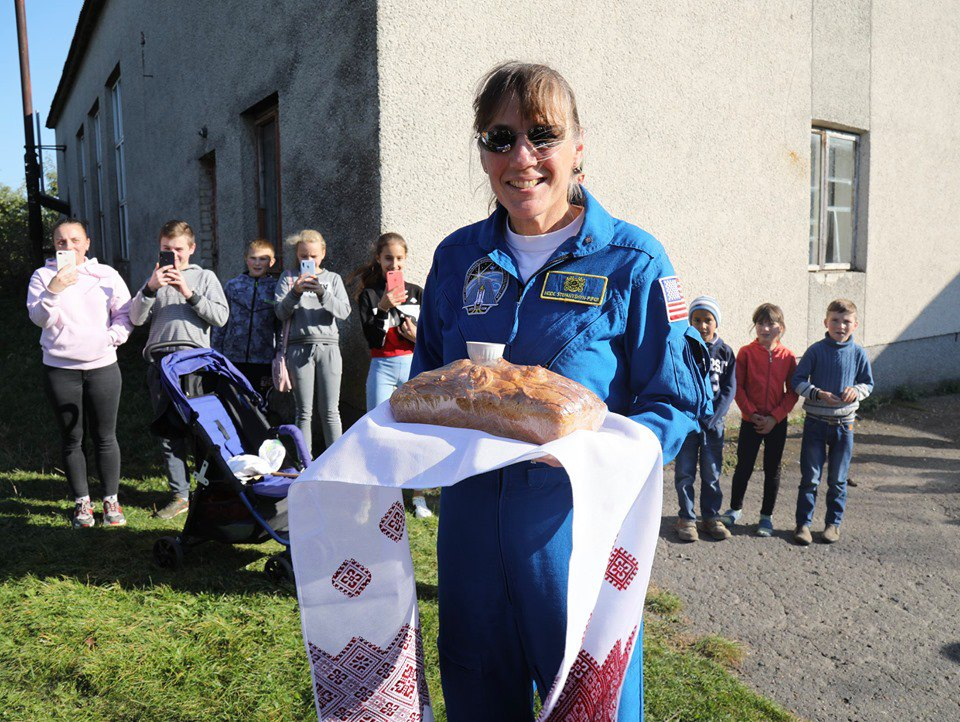
Встреча Хайдемари Стефанишин-Пайпер в с. Якимов (13 октября 2019р.)

С начала создания Жовтанецкой объединенной территориальной общины, куда входит Якимов, проводятся различные развлекательные мероприятия для детей.
В селе есть Народный дом, деревянная церковь Собора Св. Иоанна Крестителя, библиотека.

## Известные уроженцы
Михаил Стефанишин — отец американской астронавтки Мари-Стефанишин-Пайпер, во Второй мировой войне (1939—1945) выслан немецкой оккупационной властью на работы в Германию, в 1940-х эмигрировал в США.